# Maya Yoshida
Maya Yoshida (Nagasaki, 24. kolovoza 1988.) japanski je nogometaš koji igra na poziciji braniča. Trenutačno igra za LA Galaxy.

## Vanjske poveznice
- National Football Teams